# Natuurreservaat Vargön
Natuurreservaat Vargön is een Zweeds natuurreservaat in het noordwesten van de Botnische Golf. Het ligt in de Pite-archipel en daarmee binnen de gemeente Piteå. Het natuurreservaat, dat in 2007 is ingesteld, bestaat hier grotendeels uit land. Het betreft delen van het eiland Vargön en de daarbij behorende wateren.